# Guadalupe Victoria, Guadalupe Victoria (Puebla)
Guadalupe Victoria är en ort i Mexiko.   Den ligger i kommunen Guadalupe Victoria och delstaten Puebla, i den sydöstra delen av landet, 190 km öster om huvudstaden Mexico City. Guadalupe Victoria ligger 2 445 meter över havet och antalet invånare är 9 272.
Terrängen runt Guadalupe Victoria är kuperad åt sydost, men åt nordväst är den platt. Runt Guadalupe Victoria är det ganska tätbefolkat, med 60 invånare per kvadratkilometer. Närmaste större samhälle är Tlanalapan, 8,3 km sydost om Guadalupe Victoria. Trakten runt Guadalupe Victoria består till största delen av jordbruksmark.